# Dils-Alderova reakcija
Шаблон:Reactionbox NamedAfterШаблон:Reactionbox Type
Dils–Alderova reakcija je organska hemijska reakcija između konjugovanih diena i supstituisanih alkena kojom nastaje supstituisani sistem cikloheksena. Ubraja se u cikloadicije. Reakcija se može odvijati čak i ako neki atomi u novo formiranom prstenu nisu ugljenik.
Neke od Dils-Alderovih reakcija su reverzibilne (povratne), reakcija dekompozicije cikličnog sistema se tada naziva retro Dils-Adlerova reakcija. Na primer, retro Dils-Alderova jedinjenja se najčešće proučavaju kada se Dils-Adlerovo jedinjenje analizira putem masene spektrometrije.
Njemački hemičari Oto Pol Herman Dils i Kurt Alder su prvi opisali ovu vrstu reakcija 1928. godine. Za njihov rad im je 1950. godine uručena Nobelova nagrada za hemiju.
Dils-Alderovu reakcija se ponekad upoređuje sa Mona Lizom među reakcijama u organskoj hemiji pošto ova vrsta reakcije zahtjeva veoma malo energije za formiranje cikloheksenskog prstena, koji je dalje koristan u mnogim drugim organskim reakcijama. Ove reakcije naročito dolaze do izražaja pri sintezi prirodnih jedinjenja, na primjer pri sintezi steroida, poput estradiola.
Jedna od karakteristika ovih reakcija je da se one odvijaju gotovo bez ikakvih jonskih vrsta, ili slobodnih radikala.

## Mehanizam
Mehanizam reakcije je koncertovan –
Reakcija se odvija putem samo jednog stanja tranzicije, koje ima manju zapreminu i od početnih materijala i od proizvoda. To je asocijativna vrsta reakcije a ubrzava se samo pri izuzetno visokom pritisku. Dils-Adlerova reakcija je jedan od primera pericikličnih reakcija.
Proučavane su i neke verzije ove reakcije sa slobodnim radikalima, ali nijedna od njih nije tipična Diels-Adlerova pošto se u toku njih poremeti stereohemija ugljenika. To su postupne reakcije slobodnih radikala koje stvaraju nove veze u najmanje dva koraka. Primjer ove vrste reakcija je reakcija selenobenzofenona sa 1,3 dienom.

## Spoljašnje veze
- Asimetrične hetero Dils–Alderove reakcije
- Semi-empirijski proračuni
- Endo adiciona pravila